# Territorios federales de Venezuela

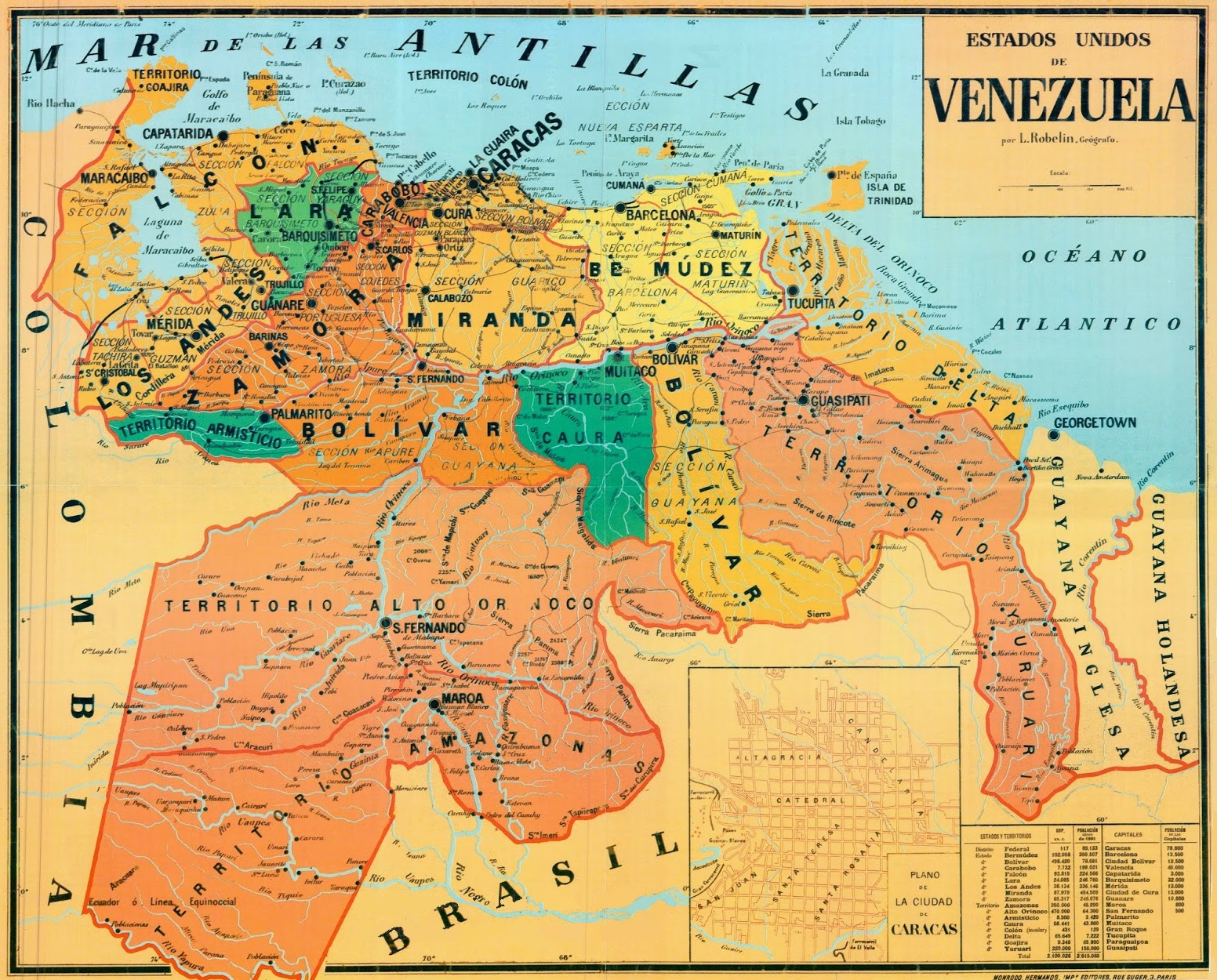
Mapa de Venezuela en 1891; en él se observan los territorios federales creados hasta dicho año.

Los Territorios Federales son una división política especial del territorio de Venezuela que prevé su existencia en el artículo 16 de la Constitución Nacional de 1999, su administración está a cargo del Poder Nacional conforme a la ley. En la actualidad no hay territorios federales en el país debido a que los que existían se elevaron a categoría de Estado dentro de la Federación Venezolana.

## Creación
Los Territorios Federales serían regulados por la ley orgánica que podrá disponer de su creación en determinadas áreas de los Estados, cuya vigencia quedaría supeditada a la realización de un referendo aprobatorio en la entidad federal respectiva y por ley especial podrá darse a un Territorio Federal la categoría de Estado, asignándole la totalidad o parte de la superficie del territorio.

## Historia

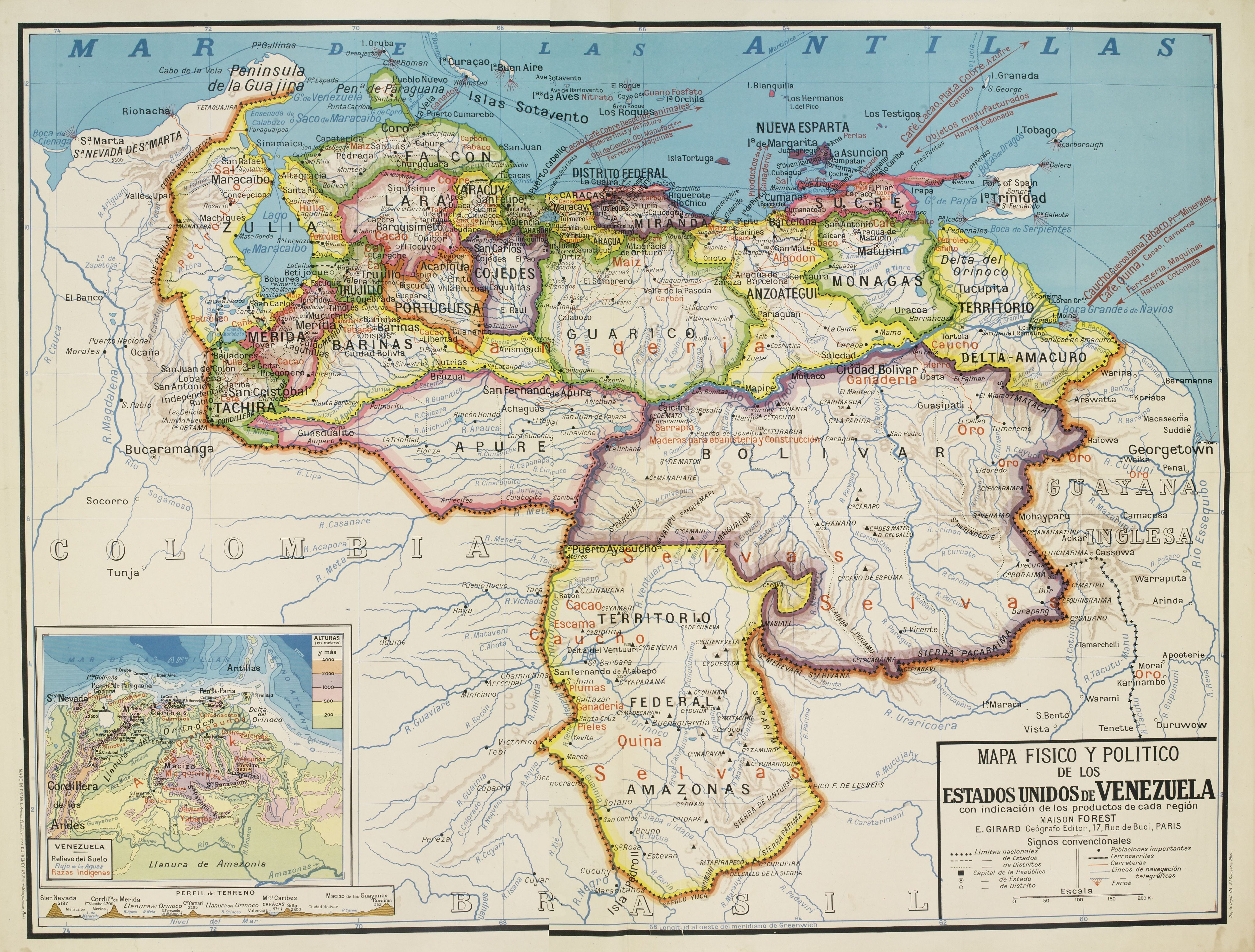
Mapa de Venezuela en 1930, con los territorios federales Amazonas y Delta Amacuro.

Desde 1864, bajo el gobierno del general Antonio Guzmán Blanco, y por Ley Especial del Congreso de la República, fueron creados como división político territorial los Territorios Federales Amazonas y Delta Amacuro, hasta que ganaron el carácter de Estados Federales, por vía de la ley especial correspondiente en el año de 1992. El 4 de julio de 1895 el presidente Joaquín Crespo organizó las islas venezolanas en el Caribe como parte del "Territorio Federal Colón", posteriormente estos territorios se dividirían entre el Estado Nueva Esparta y las Dependencias Federales.
En 1998, Vargas durante el Gobierno de Rafael Caldera fue elevado a la categoría de "Territorio Federal" por un corto período de tiempo cuando de su condición de Municipio Vargas perteneciente al Distrito Federal fue elevado a la categoría de Estado Federal en el año de 1999.
Se ha planteado la creación de un Territorio Federal en las actuales Dependencias Federales Venezolanas, con miras a impulsar su desarrollo y consolidar la soberanía nacional sobre los espacios insulares de la república. En 2011 se creó el Territorio Insular Francisco de Miranda en honor al precursor y está integrado por las islas: Las Aves, La Orchila y Los Roques, que funge como capital.

## Territorios federales desaparecidos
| Nombre del territorio              | Año de creación | Año de desaparición | Superficie (km²) |
| ---------------------------------- | --------------- | ------------------- | ---------------- |
| Territorio Federal Amazonas        | 1864            | 1992                | 350 000          |
| Territorio Federal Alto Orinoco    | 1881            | 1893                | 470 000          |
| Territorio Federal Armisticio      | 1883            | 1890                | 8 500            |
| Territorio Federal Caura           | 1882            | 1891                | 58 441           |
| Territorio Federal Colón           | 1871            | 1909                | 431              |
| Territorio Federal Cristóbal Colón | 1904            | 1909                |                  |
| Territorio Federal Delta Amacuro   | 1884            | 1991                | 65 649           |
| Territorio Federal Guajira         | 1864            | 1893                | 9 348            |
| Territorio Federal Maracay         | 1879            | 1880                |                  |
| Territorio Federal Margarita       | 1900            | 1901                |                  |
| Territorio Federal Mariño          | 1872            | 1875                |                  |
| Territorio Federal Tucacas         | 1879            | 1880                |                  |
| Territorio Federal Vargas          | 1998            | 1999                | 1 497            |
| Territorio Federal Yuruari         | 1881            | 1891                | 220 000          |